# Põhimaantee 92
Die Põhimaantee 92 (Nationalstraße 92) ist eine Fernstraße in Estland. 

## Verlauf

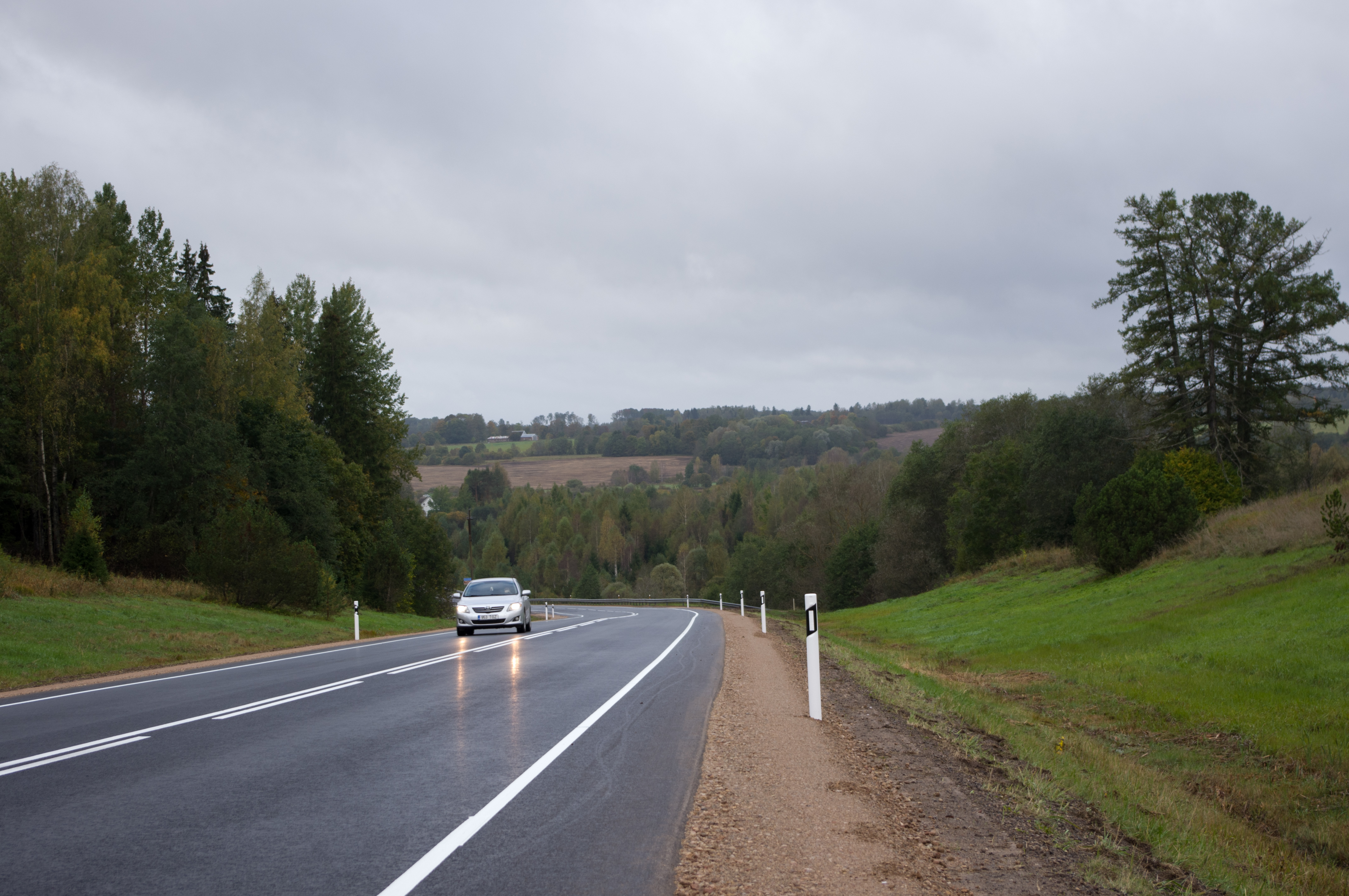
Die Straße in der Umgebung von Viljandi

Die auch als  Tartu-Viljandi-Kilingi-Nõmme maantee führt von Tartu, wo sie von der Põhimaantee 2  abzweigt, über das Nordufer des Sees Võrtsjärv und die Stadt Viljandi zur Põhimaantee 6, auf die sie bei  Kilingi-Nõmme trifft. Sie stellt damit eine kurze Verbindung zwischen dem südwestlichen und dem südöstlichen Estland her.
Die Länge der Straße beträgt rund 123 km.

## Geschichte
Die Straßennummerierung und die Aufstufung zur Nationalstraße sind zu Beginn des 21. Jahrhunderts erfolgt.